# Götatunneln
Götatunneln är en 1,6 kilometer lång vägtunnel under centrala Göteborg. Den utgör en del av Götaleden – en delsträcka på E45. Tunneln har tre körfält i vardera riktningen, som går i två 14,25 meter breda, separata tunnelrör med tvärförbindelser på var 100:e meter för nödsituationer. Vid tunnelmynningarna byggdes två trafikplatser, Lilla Bommenmotet och Järntorgsmotet. Högsta tillåtna hastighet är 70 kilometer i timmen. Götatunneln är den näst längsta av Göteborgs trafiktunnlar. Längst är Lundbytunneln med 2 060 meter, och trea är Gnistängstunneln med 713 meter. Tunnelmynningarna är konstruerade för att klara ett vattenstånd som är två meter högre än älvens nuvarande medelvattenstånd. Periodvis arbetade fler än 500 personer i tunnelprojektet. Projektledare under de tolv åren var Vägverkets Knut Hermansson.

## Tillkomst
Tunnelns byggstart var på sommaren 2000 och invigningen skedde den 16–18 juni 2006 i samband med målgången av Volvo Ocean Race och den öppnades för fordonstrafik den 18 juni. En vägtunnel i det aktuella området diskuterades politiskt redan på 1980-talet och fanns med i en överenskommelse rörande infrastruktur från 1991. Sprängningsarbetena inleddes 2000. Sträckningen valdes för att tunneln skulle gå i berg så mycket som möjligt. En tunnel genom lerjord hade varit flera gånger dyrare än en bergtunnel. Bergkvaliteten var bra och lämplig för ett tunnelbygge. Betongtunnlarna byggdes i jord, som till stor del består av lös och sättningsbenägen lera. Det krävdes därför omfattande grundläggningsarbeten och förstärkningsåtgärder. Vid övergången mellan berg- och betongtunnel vid Lilla Bommen och Rosenlund blev schakterna extremt djupa, ända ned till 20 meter.
Betongtunneln Järntorget-Rosenlund börjar norr om Folkets Hus och slutar under Rosenlundshuset, där bergtunneln tar vid. Passagen vid Rosenlundskanalen var det mest komplicerade avsnittet på hela tunnelbygget. Runt tunneln slogs stålspont ned som en yttre stödkonstruktion för tunnelrören. Sponten var av grövsta dimension och nedslagna till 30 meters djup. För att inte sponten skulle påverkas av jordtrycket monterades långa tvärbalkar i stål, så kallade stamp, mellan väggarna. På vissa delar bakåtförankrades till och med sponten med stålvajrar i berg. Tusentals pålar slogs ned under tunnelns botten för att inte tunneln skulle sätta sig eller tryckas upp av grundvattnet; de längsta pålarna mätte drygt 50 meter. Därefter började urschaktningen. En tätplatta göts därefter i botten och i det här tråget byggdes sedan betongtunnelrören med golv, väggar och tak. Sommaren 2003 och 2004 fick Paddan istället passera arbetsområdet i en specialkonstruerad akvedukt, då Sveriges längsta.
Bergtunneln Rosenlund-Lilla Bommen går helt i berg och sprängdes ut från två arbetstunnlar mot väster och öster, med en sträcka av cirka 25 meter per vecka. Där Kvarnberget och Otterhällan möts går tunneln som djupast – drygt 30 meter under havet. Vid den östra mynningen är lutningen fem procent på en längd av 500 meter. För att få tunneln riktigt tät förinjekterades den. Drygt 70 stycken 19 meter långa hål borrades som en krans utanför den blivande tunneln, och fylldes med cement, som spred sig till de naturliga sprickorna i berget. Detta skapade en tjock skärm av tätning runt tunneln, som gör den mycket tät. Högst 0,7 liter vatten per minut och 100 meter tunnel får läcka in i hela tunneln. Den utsprängda tunnelytan är 16×8 meter. Efter sprängningen rensades berget från lösa stenar, skrotas och förstärktes med 4 meter långa bultar. Väggar och tak sprutades med fiberarmerad betong. Bergmassorna transporterades till Vikans kross på Hisingen, och de cirka 800 000 kubikmeterna lera och jord tippades på Väderutsikten vid Vädermotet på Hisingen. Den största fullsalvan som sprängdes var under 2002, då 1 800 ton berg fick fraktas bort av 50 lastbilar med släp. Tunnelns lägsta fria höjd är 4,7 meter.

## Utmärkelse
Tunneln erhöll 2007 pris ur Per och Alma Olssons fond för årets bästa byggnad i Göteborg. I motiveringen skrev juryn bland annat: "Götatunneln är både funktionell och sällsynt vacker. Den är ett tekniskt mästerverk i sin konstruktion och har utmanat sina skapare till ingenjörsmässiga landvinningar ingen egentligen trodde var möjliga."

## Tidigare situation
Tunneln ersätter den tidigare sträckningen av E45 mellan Järntorget och Lilla Bommen längs Göta älv. Sträckan var hårt trafikerad med cirka 65 000 bilar per dygn år 2005. Den gav miljöproblem och bildade en barriär mot älvstranden.
Efter tunnelns färdigställande blev området mer lämpat för bebyggelse och den gamla leden byggdes delvis om till lokalgata. I oktober 2005 bildades SUAB, Södra Älvstranden Utveckling AB, som en motsvarighet till NUAB (Norra älvstranden Utveckling AB). De utgör de två kommunala bolag som ansvarar för utvecklingen av områdena kring älven.

## Tunneln och tunnelbygget
| Längd på Götaleden:                     | Längd på Götaleden:                     | 3,3 km                         |
| Längd på Götatunneln:                   | Längd på Götatunneln:                   | 1,6 km                         |
|                                         | Bergtunnel:                             | 1 km                           |
|                                         | Västra betongdelen:                     | 360 m                          |
|                                         | Östra betongdelen:                      | 230 m                          |
| Största djup (under Stora Hamnkanalen): | Största djup (under Stora Hamnkanalen): | 35 m under normalvattenstånd   |
| Ramper:                                 | Ramper:                                 | 1,5 km                         |
| Övriga vägar:                           | Övriga vägar:                           | 1,4 km                         |
| Gång- och cykelvägar:                   | Gång- och cykelvägar:                   | 3 km                           |
|                                         |                                         |                                |
| Bergschakt:                             | Bergschakt:                             | 300 000 m³                     |
| Jordschakt:                             | Jordschakt:                             | 600 000 m³                     |
| Betongmängd:                            | Betongmängd:                            | 150 000 m³                     |
| Armering:                               | Armering:                               | 15 000 ton                     |
| Klinker på tunnelväggar:                | Klinker på tunnelväggar:                | 24 000 m² = 600 000 st         |
| Tätning i tunneltak:                    | Tätning i tunneltak:                    | 20 000 m²                      |
|                                         |                                         |                                |
| Antal nya broar:                        | Antal nya broar:                        | 5 st                           |
|                                         |                                         |                                |
| Kostnad:                                | Kostnad:                                | 3,4 miljarder kr[källa behövs] |
|                                         | Statens andel:                          | 75 %                           |
|                                         | Göteborgs andel:                        | 25 %                           |

## Tunnelbilder

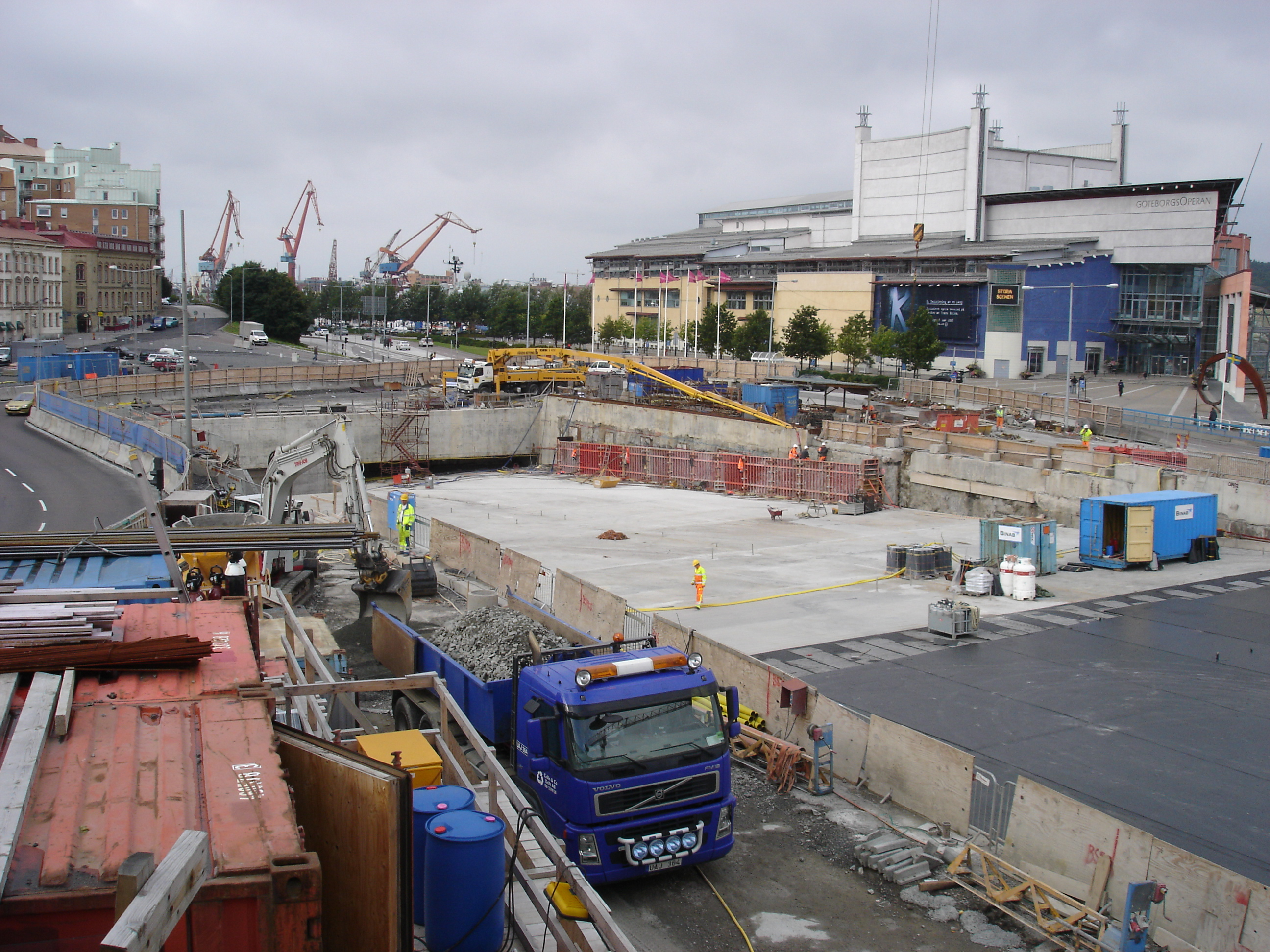
Östra tunnelöppningen nästan färdig
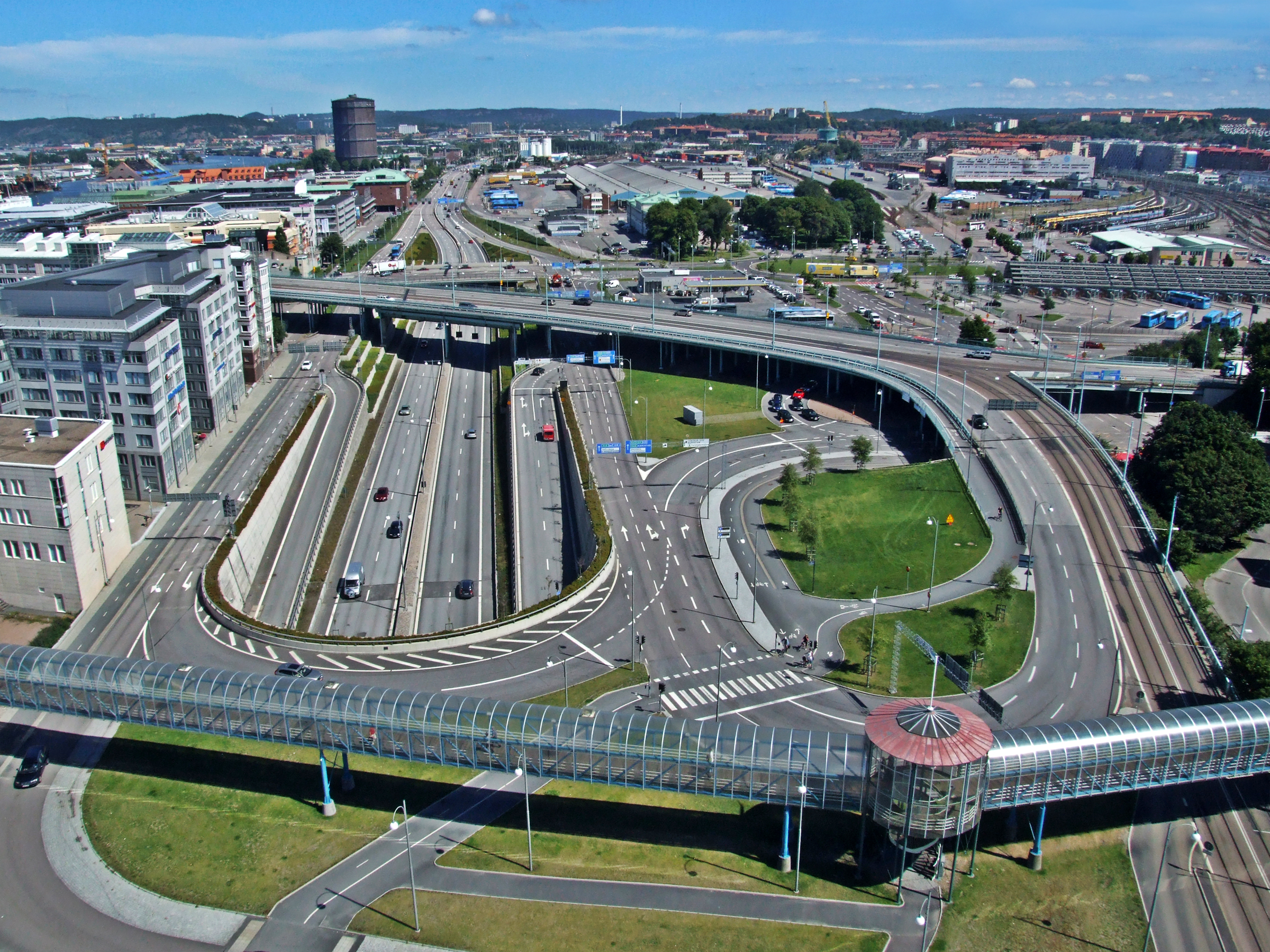
Östra tunnelöppningens tillfartsleder 2010.
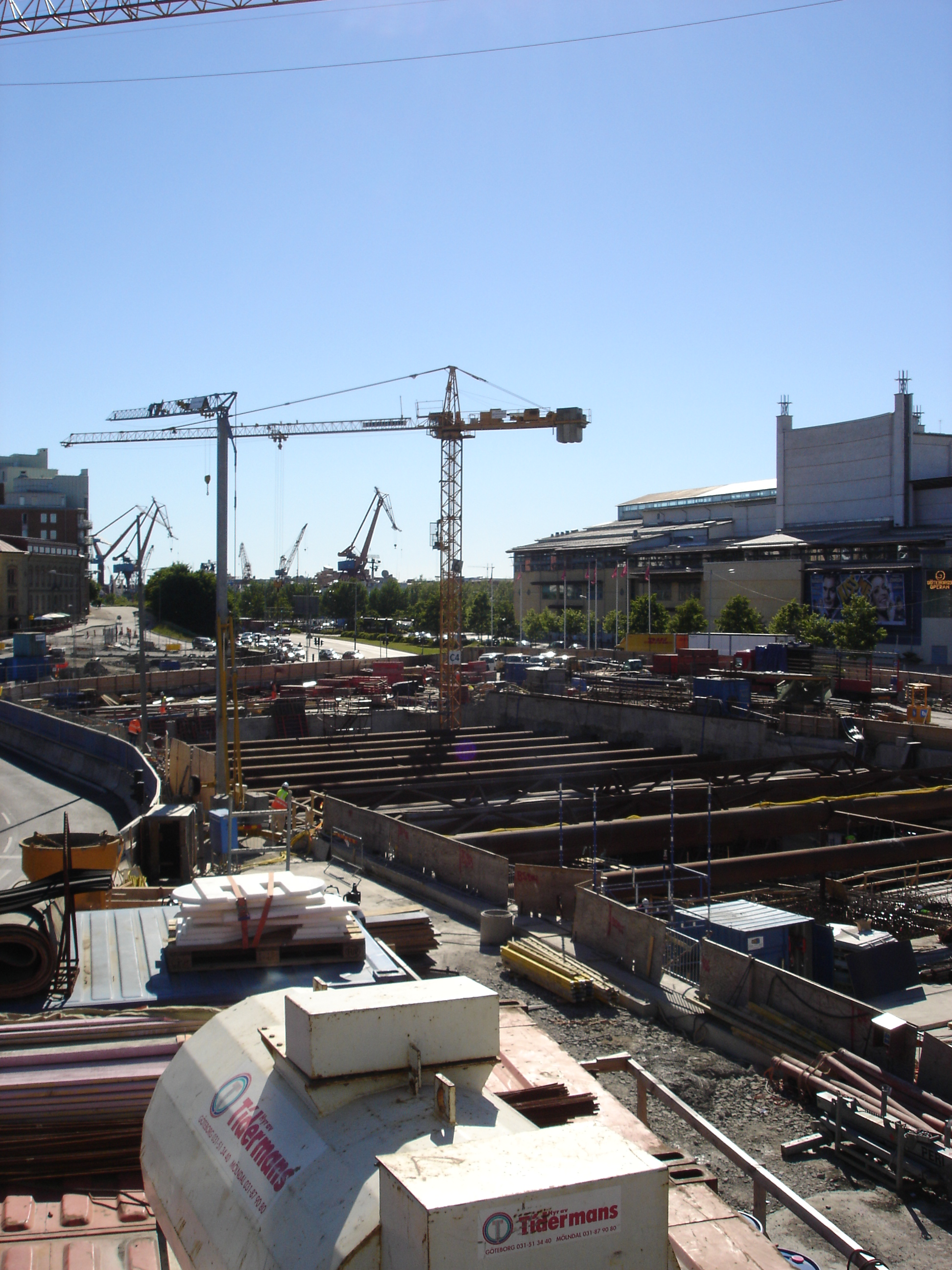
Östra tunnelöppningen under byggnation
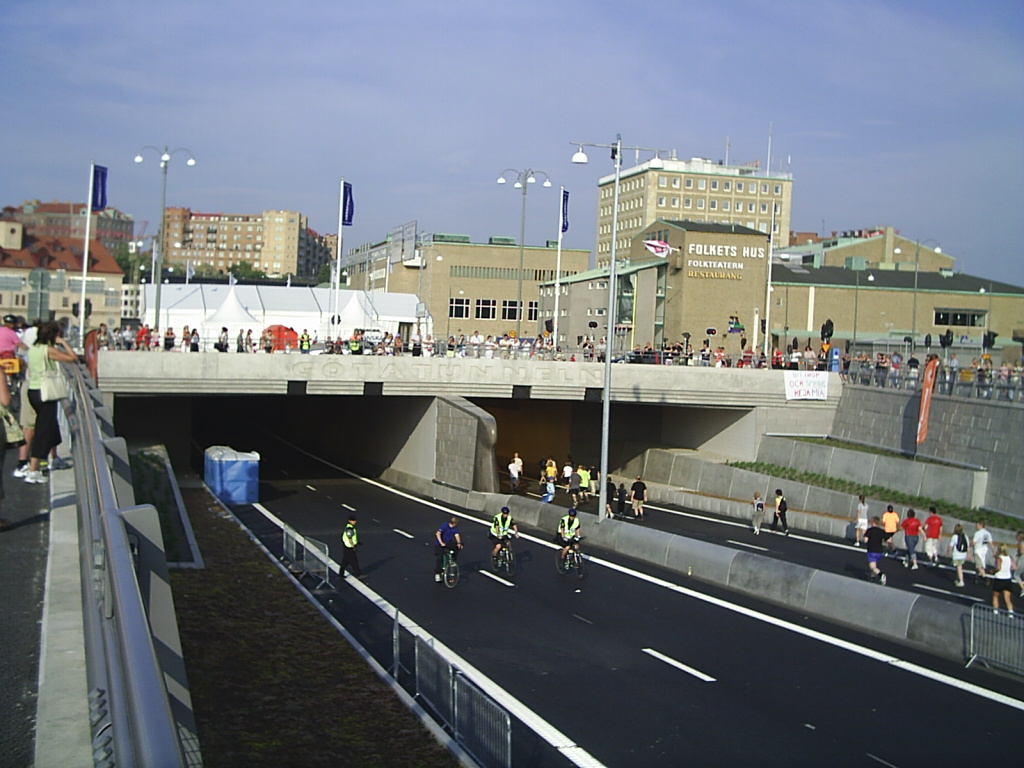
Västra tunnelöppningen på invigningsdagen 17 juni 2006